# アヤメくんののんびり肉食日誌
『アヤメくんののんびり肉食日誌』（アヤメくんののんびりにくしょくにっし）は、町麻衣による日本の漫画作品。『FEEL YOUNG』（祥伝社）にて「髪と鱗」のタイトルで2012年11月号と12月号に前後編として掲載された後、同誌の2013年2月号より連載中。大学の生物学科の研究室を舞台に、恐竜オタクと骨格マニアのラブコメディを描いた作品。
2015年、「第6回 ananマンガ大賞」準大賞を受賞。2017年、黒羽麻璃央・足立梨花のW主演により実写映画化。
2022年6月時点で累計部数は120万部を突破している。

## 沿革
2012年9月7日に発売された『FEEL YOUNG』10月号にて、同年11月号に作者の町による前後編「髪と鱗（仮）」が掲載されると発表される。11月号と12月号に「髪と鱗」を掲載。読者から好評を受け、2013年1月8日発売の同誌2月号より「アヤメくんののんびり肉食日誌」として連載化される。
2015年9月9日発売の『anan』（マガジンハウス） No.1970の誌面で発表された「第6回 ananマンガ大賞」にて、準大賞を選出される。
2016年10月、本作の実写映画化が発表される。2017年8月8日発売の『FEEL YOUNG』9月号にて、本作の映画公開にあたり、作者の町と出演者の黒羽麻璃央と足立梨花による鼎談を掲載。同年10月号にも映画直前にあたり、3人による鼎談を掲載。同年10月、実写映画が公開される。

## 登場人物
菖蒲 瞬（あやめ しゅん）
T大・生物学科の研究室にやってきたイギリス帰りの帰国子女。恐竜オタクで好奇心旺盛な1年生。
椿 雛菊（つばき デイジー）
恐竜・鳥を研究する骨格マニアの大学2年生。男の趣味は骨基準。イケメンよりも骨が好き。
鈴木 仁英
斉藤教授の研究室でワニの研究をしている博士課程の2年生。通称「ワニの仁英」。
エリザベス
アヤメの英国時代の友人で、アヤメに猛アタック中。
高山先輩
研究室の3年生。お調子者だがアヤメの良き恋愛相談相手。
里中先輩
研究室の3年生。愛すべき童貞メガネキャラ。
望
研究室の2年生。椿の友人で田舎育ちの研究室仲間。
奈良 アキラ
海外で活躍するプレパレーター。斉藤研究室の先輩。
斉藤教授
動物形態学の研究者。みんなが出入りする研究室の教授。
菖蒲 綾夫
アヤメの父。有名な考古学者でロンドン大学の教授。

## 制作背景
2013年、作者の町は担当編集者と打ち合わせをしていた。そこで町が「”おっぱい触らせてください”とか言っちゃう男の子が出てくる漫画どうですか」と発言したことより、本作が制作された。

## 書誌情報
- 町麻衣『アヤメくんののんびり肉食日誌』 祥伝社〈フィールコミックス〉、既刊19巻（2025年3月7日現在）
  1. 2013年7月8日発売[1]、ISBN 978-4-396-76583-5
  2. 2014年4月8日発売[5]、ISBN 978-4-396-76603-0
  3. 2014年11月8日発売、ISBN 978-4-396-76624-5
  4. 2015年6月8日発売[15]、ISBN 978-4-396-76643-6
  5. 2016年2月8日発売、ISBN 978-4-396-76664-1
  6. 2016年10月8日発売[12]、ISBN 978-4-396-76685-6
  7. 2017年8月8日発売[16]、ISBN 978-4-396-76709-9
  8. 2018年2月8日発売、ISBN 978-4-396-76726-6
  9. 2018年8月8日発売[17]、ISBN 978-4-396-76743-3
  10. 2019年4月8日発売[18][19]、ISBN 978-4-396-76763-1
  11. 2019年9月6日発売[20]、ISBN 978-4-396-76769-3
  12. 2020年4月8日発売[21]、ISBN 978-4-396-76789-1
  13. 2021年1月8日発売[22]、ISBN 978-4-396-76815-7
  14. 2021年8月6日発売[23]、ISBN 978-4-396-76836-2
  15. 2022年6月8日発売[24]、ISBN 978-4-396-76858-4
  16. 2022年11月8日発売[25]、ISBN 978-4-396-76874-4
  17. 2023年8月8日発売[26]、ISBN 978-4-396-76894-2
  18. 2024年6月7日発売[27]、ISBN 978-4-396-75047-3
  19. 2025年3月7日発売[28]、ISBN 978-4-396-75067-1

## 映画
2017年10月7日（土）に公開。黒羽麻璃央・足立梨花のW主演。

### キャスト
- 菖蒲 瞬 - 黒羽麻璃央[7]
- 椿 雛菊 - 足立梨花[7]
- 鈴木 仁英 - 佐伯大地[29]
- エリザベス - 瑛茉ジャスミン[29]
- 高山先輩 - 尾関陸[8]
- 里中先輩- 永田崇人[8]
- 望 - 唯月ふうか
- 奈良 アキラ - GENKING[8]
- 斉藤教授 - 酒井敏也
- 菖蒲 綾夫 - 鶴見辰吾[7]

### スタッフ
- 原作 - 町麻衣「アヤメくんののんびり肉食日誌」（祥伝社フィールコミックス）[7]
- 監督 - 芝﨑弘記[7]
- 脚本 - 阿相クミコ[7]
- 音楽 - 宮川弾
- 主題歌 - edda 「ディストランス」[29]
- 挿入歌 - edda 「魔法」[29]
- 制作プロダクション - ホリプロ[7]
- 配給・宣伝 - ホリプロ／スターキャット[7]

## イベント
2014年4月8日から5月7日まで、書泉ブックマート2階にて、単行本第2巻の発売を記念した複製原画展を開催。2015年6月8日から7月18日まで、三省堂書店カルチャーステーション千葉にて、単行本第4巻の発売を記念した原画展を開催。